# Mike Watt
Michael David Watt, nascido em 20 de dezembro de 1957 em Portsmouth, Virginia, é um baixista, cantor e compositor americano. Conhecido por ser co-fundador das bandas Minutemen, dos e fIREHOSE, também tem tocado como baixista do The Stooges desde sua reunião em 2003.
Foi chamado de um baixista pós-punk seminal pela CMJ New Music. Em novembro de 2008, recebeu prêmio vitalício da revista Bass Player Magazine, entregue por Flea do Red Hot Chili Peppers.

## Biografia

### Começo de carreira
Quando era jovem, a família de Mike se mudou para San Pedro, Los Angeles, onde ele conheceu e ficou amigo de D. Boon. Mike e D. Boon começaram a tocar baixo e guitarra, respectivamente. Mike era fã de T. Rex e Blue Öyster Cult, enquanto o gosto de Boon por Rock era limitado à Creedence Clearwater Revival, outro favorito de Mike.

### Minutemen
Na metade dos anos 70, Watt e Boon formaram uma banda chamada "The Reactioneries" com o baterista George Hurley e o vocalista Martin Tamburovich. A banda mais tarde mudou para Minutemen com outro baterista chamado Frank Tonche. Que tocou por apenas dois shows; Hurley que tocou por pouco tempo com a banda "Hey Táxi!", voltou para a banda. Depois de assinar um contrato com a SST Records em 1980, o Minutemen começou turnê constante, lançando alguns discos nesse tempo. Sua música era baseada em rapidez, concisão e punk intenso, mas incluía elementos de jazz, folk e funk.
Em 1984, Watt conheceu a baixista do Black Flag, Kira Rossler durante uma turnê. Em breve começaram um relacionamento, e subsequentemente começaram a colaborar em músicas, incluindo material para o que seria o último álbum do Minutemen, "3-way Tie (For Last)". Eles também formaram um dueto de dois baixos, "Dos", e desde então lançaram três discos.
O Minutemen terminou tragicamente e dezembro de 1985, quando D. Boon foi morto em um acidente de automóvel, enquanto dirigia para o Arizona com sua namorada. O quinto album da banda já tinha data para lançamento quando ocorreu o acidente. No documentário "We Jam Econo", Mike Watt mencionou que da última vez que viu D. Boon, que ele havia recebido letras para dez músicas do compositor e crítico Richard Meltzer para uma planejada colaboração com o Minutemen. A banda também estava planejando a gravação de um disco triplo ("3 dudes, 6 sides, 3 studio, 3 live") como forma de frustrar a pirataria.

### fIREHOSE
Depois da morte de D. Boon, Watt entrou em depressão profunda, ele e Hurley inicialmente haviam pensado em largar a música juntos. Sonic Youth convidou Mike para passar um tempo com eles em Nova York em 1986; Eles gravaram um cover da música "Burnin' Up" da Madonna com Greg Ginn na guitarra. Mike tocou baixo em duas músicas para o disco "Evo" do Sonic Youth. Mike cita este período como crítico na inspiração para sua carreira pós-Minutemen dizendo: "The first thing I did was Thurston asked me to play bass on Evol. That was a big highlight, man. Like, 'What, you want me to play without D. Boon?'" (traduzido livremente: "A primeira coisa que pensei quando Thurston me pediu para tocar baixo em "Evol", eu estava num grande momento de crise, 'O que? você quer que eu toque sem D. Boon!?').
Subsequentemente, Ed Crawford, um fã do Minutemen que dirigiu para San Pedro, Los Angeles para Ohio, persuadiu Watt e Hurley à continuar tocando. fIREHOSE foi formada logo em seguida. Depois de três lançamentos pela SST Records, o fIREHOSE assinou um contrato pela Columbia Records. Logo após o lançamento de 1993, "Mr. Machinery Operator", a banda decidiu se separar.
Watt se casou com Kira em 1987, mas o casamento terminou depois do término do fIREHOSE, mas a amizade e a banda "dos" permaneceram intactos, eles inclusive lançaram um terceiro disco, "Justamente Tres", logo após o divórcio.

### Carreira solo
Depois de tocar com o fIREHOSE, Watt começou carreira solo, seu primeiro disco, "Ball-Hog or Tugboat?", contou com participação de dezenas de músicos, incluindo Henry Rollins, Eddie Vedder, J Mascis, Carla Bozulich, Evan Dando, integrantes do Sonic Youth, Red Hot Chili Peppers, Frank Black, Nirvana, soul Asylum, Jane's Addiction, Beastie Boys e Screaming Trees. O álbum e a turnê de suporte foram a primeira vez que Watt experimentou a fama mainstream, quando Eddie Vedder e Dave Grohl fizeram parte de sua banda na turnê. Depois que Eddie Vedder retornou ao Pearl Jam e Dave Grohl começou a trabalhar com sua nova banda, o Foo Fighters, Watt formou sua banda de quatro integrantes para fazer turnê, o "The Crew of the Flying Saucer", contando com o guitarrista Nels Cline e dois bateristas.
Em 1996, Watt tocou na música "Good God's Urge" do Porno for Pyros, e acabou se tornando baixista da banda na turnê que seguiu o lançamento do disco.
Em 1997, Mike lançou "Contemplating the Engine Room", um ciclo de músicas punk usando a vida naval como uma metáfora entre a história da família de Watt (a capa mostra uma foto de seu pai em um uniforme de marinheiro) e o Minutemen. O disco foi criticamente bem recebido, apresenta um trio de músicos incluindo Nels Cline na guitarra, e Watt como único vocalista.
Mike veio a tocar com bandas como Banyan (com Stephen Perkins e Nels Cline) e Hellride, uma banda de shows que tocava versões cover de músicas do The Stooges. Também tocou no Wylde Ratttz com Thurston Moore do Sonic Youth e Ron Asheton do The Stooges. Gravando um música para o filme "Velvet Goldmine", e um cover de "TV Eye" que aparece na trilha sonora de "Escola do Rock". Também gravou as linhas de baixo para a música "For the Broken People" da banda "The Clubber Lang Gang".

### Doença, recuperação e The Stooges
Em janeiro de 2000, Mike ficou doente por uma infecção no seu períneo, forçando uma cirurgia de emergência que o deixou de cama durante 9 semanas em seu apartamento em San Pedro. Inicialmente incapaz de tocar baixo, retomou suas forças com ensaios intensos praticando intensamente e também tocando em alguns shows com o "Hellride" na Califórnia e em Nova York com J Mascis e o baterista do Dinosaur Jr., Murph, sob o nome de "Hellride East".

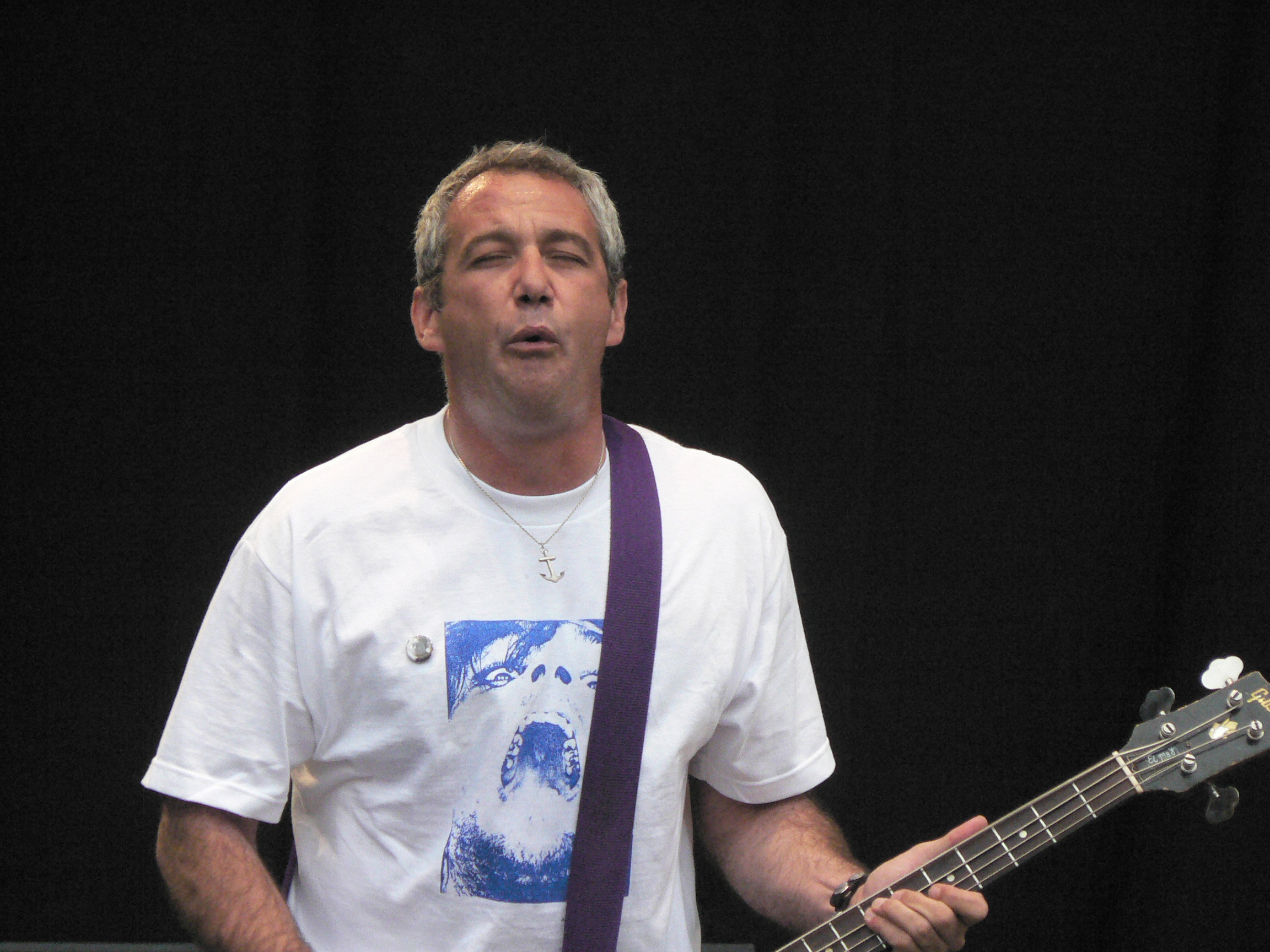
Ao vivo com The Stooges em novembro de 2014

Em 2000, Mascis convidou Mike para participar de uma turnê mundial com o primeiro lançamento de sua banda pós-Dinosaur Jr., J Mascis and the Fog. Em alguns shows, Ron Asheton se juntou à banda, nessas ocasiões tocavam blocos inteiros de músicas dos Stooges. Watt e Mascis mais tarde, se juntaram à Ron Asheton e seu irmão, Scott Asheton, para fazer um único show na Bélgica sob o nome "Asheton, Asheton, Mascis & Watt".
Em 2001, Watt participou das gravações do disco "The Deep End" do Gov't Mule.
Em 2002, juntamente Pete Yorn e integrantes do The Hives, tocaram com Iggy Pop em uma breve apresentação na cerimônia "Shortlist Music Prize", depois disso Watt foi convidado a tocar baixo na formação de reunião do The Stooges em 2003. A reunião tocou seu primeiro show em quase 20 anos no festival "Coachella Valley Music and Arts" em maio de 2003.
Em 2003, lançou seu primeiro livro, "Spiels Of A Minuteman". O livro foi impresso em inglês e francês, contém todas as letras de música escritas por Mike da era Minutemen, e ainda o diário que escreveu durante a turnê "Minutemen's only" feita com o Black Flag.

### The Secondman's Middle Stand
Seu terceiro disco solo, "The Secondman's Middle Stand", foi inspirado pela doença que teve em 2000 e por um de seus livros preferidos, "A Divina Comédia" (Dante Alighieri). Lançado em 2004, conta com uma banda composta por Petra Hadren nos vocais, Pete Mazich na órgão e Jerry Trebotic tocando bateria.

### The Unknown Instructors
Em 2005, outro projeto com a participação de Watt foi anunciado em setembro no disco de improvisos musicais com nome "The Way Things Work", lançado por uma banda chamada "Unknown Instructors", composto por George Hurley, Joe Baiza e Jack Brewer do Saccharine Trust e o saxofonista Dan Mcguire. Um Mês depois do lançamento do disco, o grupo gravou um segundo disco, "Master's Voice", com a participação de mais dois músicos, David Thomas (Pere Ubu) e Raymond Pettibon.

### The Weirdness
Em outubro de 2006, Mike Watt se juntou novamente com o Stooges e o produtor Steve Albini no estúdio Electrical Audio em Chicago, Illinois para gravar o disco The Weirdness, o primeiro disco de estúdio do Stooges desde o disco Raw Power de 1973. O Disco foi lançado em março de 2007, e na maior parte do ano de 2007 Watt ficou no cargo de baixista do Stooges em turnê.

### Trabalho solo pós-Columbia
Já foram gravadas algumas músicas em 2009 para o primeiro trabalho de estúdio do "The Missingmen". O disco "Hypnated-Man" irá consistir em 30 músicas curtas inspiradas nas pinturas de Hieronymus Bosch.

### The Watt from Pedro Show
Quando não está em turnê, Mike é o anfitrião de um programa em uma radio na internet, o "The Watt from Pedro Show", que é uma continuação de um programa que Watt apresentava na estação "Low-Power FM" nos anos 90.

### Bandas pós-fIREHOSE

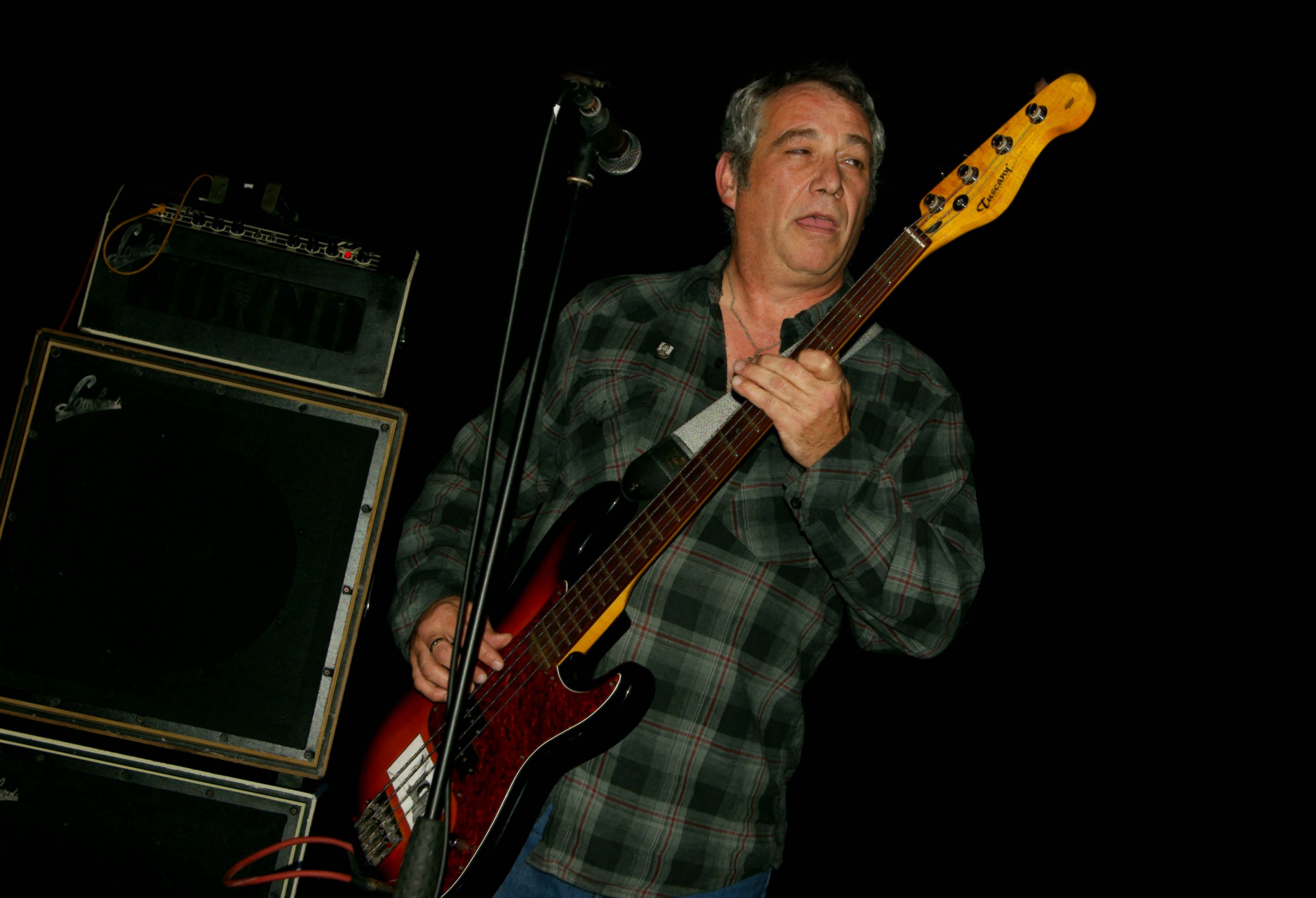
Ao vivo com Il Sogno Del Marinaio em março de 2013

Em todas essas bandas, Watt é o líder, faz vocais e toca baixo
- 1995: banda sem nome com Eddie Vedder - guitarra e vocais; Dave Grohl - guitarra, bateria e vocais; William Goldsmith - bateria, Pat Smear - guitarra (esses shows foram anunciados como somente "shows de mike watt")
- 1995: The Crew of the Flying Saucer: Nels Cline - guitarra, vocais; Vince Meghrouni - bateria, sax e vocais; Michael Preussner - bateria
- 1997-1999: The Black Gang: Nels Cline ou Joe Baiza - guitarra, vocais; Stephen Hodges ou Bob Lee - bateria; Steve Reed - mixagem de som e backing vocals
- 1999-2000: The Pair of Pliers: Tom Watson - guitarra, bateria e vocais; Vince Meghrouni - bateria, harmonica, flauta, sax e vocais
- 2000-2001: The Jom and Terry Show: Tom Watson - guitarra, percussão, vocais; Jerry Trebotic - bateria
- 2001–presente: George Hurley and Mike Watt: George Hurley - bateria e vocais
- 2002–presente: The Real Oh My: Nels Cline - guitarra, Kevin Fitzgerald - bateria
- 2002–presente: The Secondmen: Pete Mazich - órgão Hammond B3, vocais; Jerry Trebotic - bateria (2002–2004); Raul Morales - bateria (2004–presente); Petra Haden - vocais (apenas estúdio, 2004); Paul Roessler - orgão, vocais (quando Mazich está indisponível para turnês)
- 2005–presente: The Missingmen: Tom Watson - guitarra, vocais; Raul Morales - bateria.

## Discografia

### Minutemen
- - 1981 The Punch Line
  - 1983 What Makes a Man Start Fires?
  - 1984 Double Nickels on the Dime
  - 1985 3-Way Tie (For Last)

### fIREHOSE
- - 1986 Ragin', Full On (SST)
  - 1987 If'n (SST)
  - 1989 Fromohio (SST)
  - 1991 Flyin' the Flannel (Columbia)
  - 1993 Mr. Machinery Operator (Columbia)

### Dos
- - 1986 Dos (New Alliance)
  - 1989 Numero Dos (12" EP) (New Alliance)
  - 1989 Uno Con Dos (CD) (New Alliance)
  - 1996 Justamente Tres (CD) (Kill Rock Stars)

### The Stooges
- - 2004 Live In Detroit (DVD) (Creem/MVD)
  - 2005 "You Better Run" em The Songs Of Junior Kimbrough (Fat Possum)
  - 2005 Telluric Chaos (Skydog)
  - 2007 The Weirdness (Virgin)
  - 2011 Raw Power Live: In the Hands of the Fans
  - 2013 Ready to Die (Fat Possum)

### Discos solo
Todos os discos solo foram lançados pela Columbia Records:
- 1995 Ball-Hog or Tugboat?
- 1997 Contemplating the Engine Room
- 2004 The Secondman's Middle Stand

## Videos promocionais

### como artista solo
- - 1995 "Big Train" - dirigido por Spike Jonze
  - 1995 "Piss-Bottle Man" - dirigido por Roman Coppola
  - 1997 "Liberty Calls" - dirigido por Spike Jonze
  - 2004 "Tied A Reed 'Round My Waist" - dirigido por Lance Bangs
  - 2004 "Drove up from Pedro" - dirigido por [Mike Muscarella]
  - 2004 "Beltsandedman" - dirigido por Mike Muscarella
  - 2004 "Burstedman" - dirigido por Mike Muscarella
  - 2004 "Pelicanman" - directed by Mike Muscarella

### com o Sonic Youth
- - 1990 "My Friend Goo"
  - 1991 "100%"

### com o Sublime
- - 1996 "Wrong Way" - Watt faz o papel de caixa de loja de conveniências

### com o Good Charlotte
- - 2003 "Lifestyles of the Rich and Famous" - Watt interpreta um jurado

### com o Cobra Verde
- - 2003 "Riot Industry"